# Szurjuk
Szurjuk (ukránul: Сюрюк) falu Ukrajnában, Kárpátalján, a Huszti járásban.

## Fekvése
Herincse mellett, attól keletre fekvő település.

## Története
2020-ig közigazgatásilag Herincséhez tartozott.

## Népesség
A településnek 371 lakosa van.